# Stenostomum
Stenostomum  es un género con 65 especies de plantas fanerógamas perteneciente a la familia de las rubiáceas.
Es nativo de México, Caribe y Guyana.

## Especies seleccionadas
- Stenostomum abbreviatum (Urb.) Borhidi & M.Fernández 1993-1994 publ. 1995
- Stenostomum acutatum DC. 1830
- Stenostomum albobrunneum (Urb. & Ekman) Borhidi 1993-1994 publ. 1995
- Stenostomum apiculatum Britton & Standl. 1923
- Stenostomum lucidum (Sw.) C.F.Gaertn. - llorón de Cuba, palo llorón de Cuba.[3]
- Stenostomum paniculatum (Bartl. ex DC.) Poepp. & Endl.
- Stenostomum pauciflorum C.Wright ex Sauvalle 1889
- Stenostomum rotundatum Griseb. - caobilla de costa[3] (en Cuba)

## Sinonimia
- Sturmia C.F.Gaertn. 1806
- Laugeria Vahl ex Hook.f. in Benth. & Hook.f. 1873), nom. illeg.
- Terebraria Sessé ex Kuntze in T.Post & Kuntze 1903
- Neolaugeria Nicolson 1979
- Resinanthus (Borhidi) Borhidi 2007[4]